# Alex Stepney
Alexander „Alex” Cyril Stepney (ur. 18 września 1942 w Mitcham) – piłkarz, grał na pozycji bramkarza, który swe największe sukcesy odniósł z Manchesterem United. W swojej karierze zaliczył jeden występ w reprezentacji Anglii. Był w jej kadrze na mistrzostwa Europy 1968 i mistrzostwa świata 1970.

## Sukcesy
- Mistrz Anglii z Manchesterem United (sezon 1966/67)
- Dwukrotny zdobywca Tarczy Wspólnoty [dawniej Tarcza Dobroczynności] (sezony: 1966/67; 1976/77)
- Zdobywca Pucharu Europy Mistrzów Krajowych z Manchesterem United (sezon 1967/68)